# Pagaran Honas
Pagaran Honas is een bestuurslaag in het regentschap Tapanuli Tengah van de provincie Noord-Sumatra, Indonesië. Pagaran Honas telt 739 inwoners (volkstelling 2010).